# Table des caractères Unicode/U103A0
Cette page contient des caractères spéciaux ou non latins. S’ils s’affichent mal (▯, ?, etc.), consultez la page d’aide Unicode.
Table des caractères Unicode U+103A0 à U+103DF.

## Cunéiforme persépolitain (vieux perse)(Unicode 4.1)
Caractères cunéiformes persépolitains utilisés pour l’écriture du vieux perse. Comprend des voyelles indépendantes et des consonnes liées à une voyelle inhérente, des signes divers, un signe de ponctuation (séparateur de mots) et des nombres.

### Table des caractères
| en fr   | 0 | 1 | 2 | 3 | 4 | 5 | 6 | 7 | 8 | 9 | A | B | C | D | E | F |
| ------- | - | - | - | - | - | - | - | - | - | - | - | - | - | - | - | - |
| U+103A0 | 𐎠 | 𐎡 | 𐎢 | 𐎣 | 𐎤 | 𐎥 | 𐎦 | 𐎧 | 𐎨 | 𐎩 | 𐎪 | 𐎫 | 𐎬 | 𐎭 | 𐎮 | 𐎯 |
| U+103B0 | 𐎰 | 𐎱 | 𐎲 | 𐎳 | 𐎴 | 𐎵 | 𐎶 | 𐎷 | 𐎸 | 𐎹 | 𐎺 | 𐎻 | 𐎼 | 𐎽 | 𐎾 | 𐎿 |
| U+103C0 | 𐏀 | 𐏁 | 𐏂 | 𐏃 |   |   |   |   | 𐏈 | 𐏉 | 𐏊 | 𐏋 | 𐏌 | 𐏍 | 𐏎 | 𐏏 |
| U+103D0 | 𐏐 | 𐏑 | 𐏒 | 𐏓 | 𐏔 | 𐏕 |   |   |   |   |   |   |   |   |   |   |